# Tang Chia-hung
Tang Chia-hung, född 23 september 1996, är en taiwanesisk gymnast.

## Karriär
Tang tog guld i barr och silver i fristående vid de asiatiska spelen 2015.